# Eduard Reventlow
Le comte Eduard Wilhelm Sofus Christian Reventlow, né le 28 novembre 1883 au manoir de Christianslund et mort le 26 juillet 1963, est un diplomate danois.

## Historique
Eduard Reventlow est issu de la famille Reventlow qui a donné de nombreux serviteurs de la couronne danoise et des principautés allemandes du nord. Son père est le comte feudataire Christian Benedictus Reventlow (mort en 1922), Hofjägermester de la cour, et sa mère est née Sophie Schjær (morte en 1924). Il suit ses études à la Roskilde Katedraleskole, lycée danois prestigieux fondé comme école cathédrale au Moyen Âge auprès de la cathédrale de Roskilde, puis il poursuit des études de Droit. Il entre au ministère des Affaires étrnagères en 1909. Il est assistant-secrétaire en 1913, secrétaire de légation à Londres la même année, puis au ministère des Affaires étrangères en 1919.
C'est un ami proche de l'écrivain Karen Blixen (connue encore à l'époque selon son nom de jeune fille Tanne Dinesen) à qui il fit visiter Rome, lorsqu'il y était en poste avant la Première Guerre mondiale, pendant ses fiançailles avec Else Bardenfleth, amie d'enfance de Karen Blixen. Le ménage fut proche de l'écrivain tout au long de leurs vies
Il est chef de bureau après la Première Guerre mondiale, puis directeur en 1923, envoyé à Stockholm en 1932 et à Londres en 1938. Il est rappelé par le gouvernement danois, sous protectorat allemand, le 6 novembre 1942. Il déclare qu'il lui est impossible de voyager jusqu'à Copenhague. La loi martiale au Danemark est décrétée par les Allemands en 1943.
Il est ambassadeur à Londres de 1947 à 1953.
Il est enterré au cimetière de l'église de Tibirke.
Il laisse trois descendants : Sybille (1912-1998), Christian Benedict (1915-1984) et Henning (1922-1990).

## Décorations
- Commandeur de l'ordre de Dannebrog et de la Croix d'Honneur de l'ordre de Dannebrog, ainsi que de plusieurs décorations étrangères.